# Marigny-le-Cahouët
Marigny-le-Cahouët är en kommun i departementet Côte-d'Or i regionen Bourgogne-Franche-Comté i östra Frankrike. Kommunen ligger i kantonen Venarey-les-Laumes som tillhör arrondissementet Montbard. År 2022 hade Marigny-le-Cahouët 312 invånare.

## Befolkningsutveckling
Antalet invånare i kommunen Marigny-le-Cahouët
Referens:INSEE